# Galena Park (Texas)
Galena Park es una ciudad ubicada en el condado de Harris en el estado estadounidense de Texas. En el Censo de 2010 tenía una población de 10.887 habitantes y una densidad poblacional de 841,04 personas por km².

## Geografía
Galena Park se encuentra ubicada en las coordenadas 29°44′43″N 95°14′5″O / 29.74528, -95.23472. Según la Oficina del Censo de los Estados Unidos, Galena Park tiene una superficie total de 12.94 km², de la cual 12.6 km² corresponden a tierra firme y (2.68%) 0.35 km² es agua.

## Demografía
Según el censo de 2010, había 10.887 personas residiendo en Galena Park. La densidad de población era de 841,04 hab./km². De los 10.887 habitantes, Galena Park estaba compuesto por el 63.8% blancos, el 6.84% eran afroamericanos, el 0.79% eran amerindios, el 0.1% eran asiáticos, el 0.01% eran isleños del Pacífico, el 25.16% eran de otras razas y el 3.3% pertenecían a dos o más razas. Del total de la población el 81.38% eran hispanos o latinos de cualquier raza.

## Educación

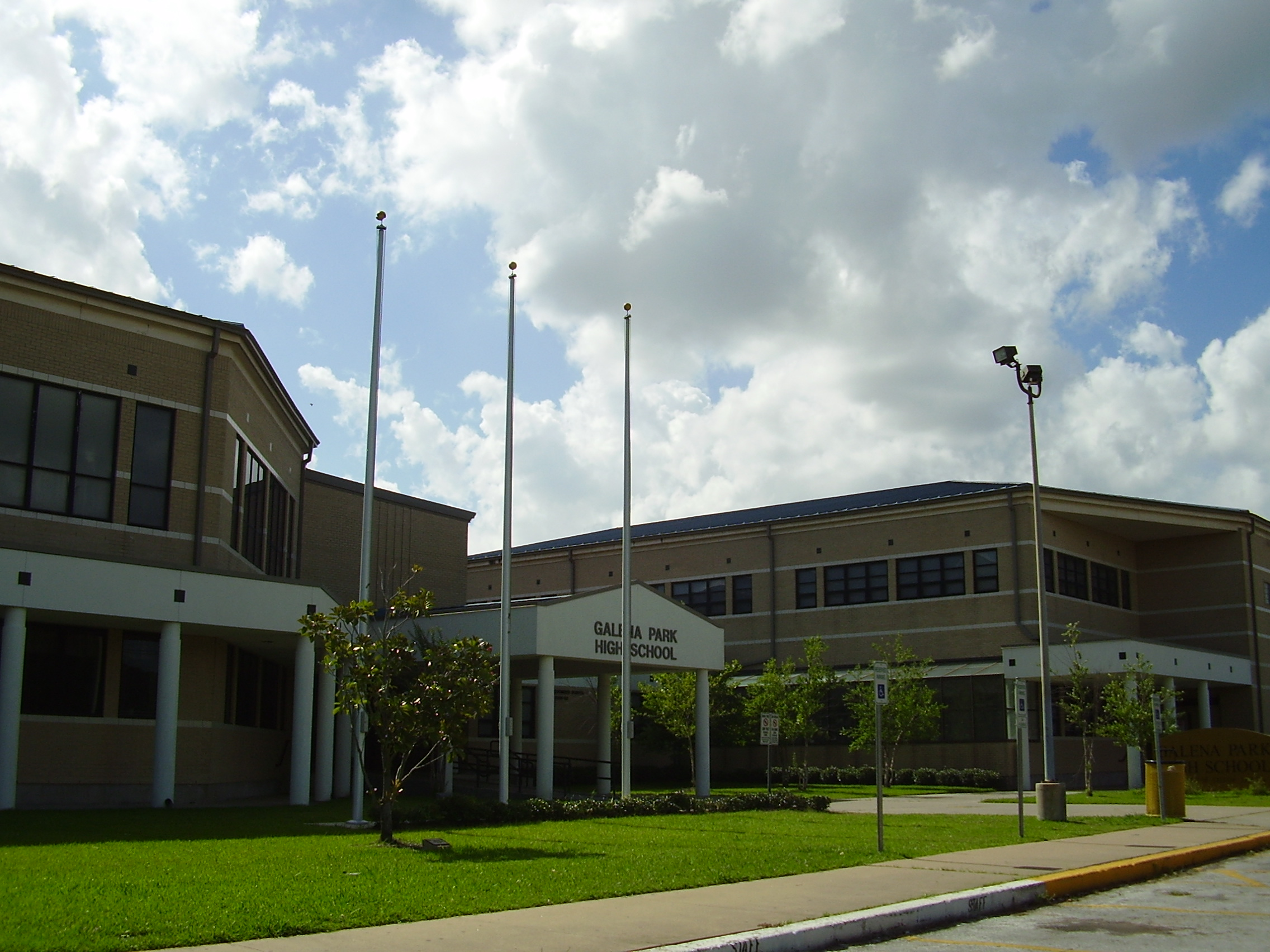
Escuela Preparatoria de Galena Park (Galena Park High School)

El Distrito Escolar Independiente de Galena Park gestiona escuelas públicas.
La Biblioteca Pública del Condado de Harris gestiona la Biblioteca Sucursal Galena Park.

## Galería

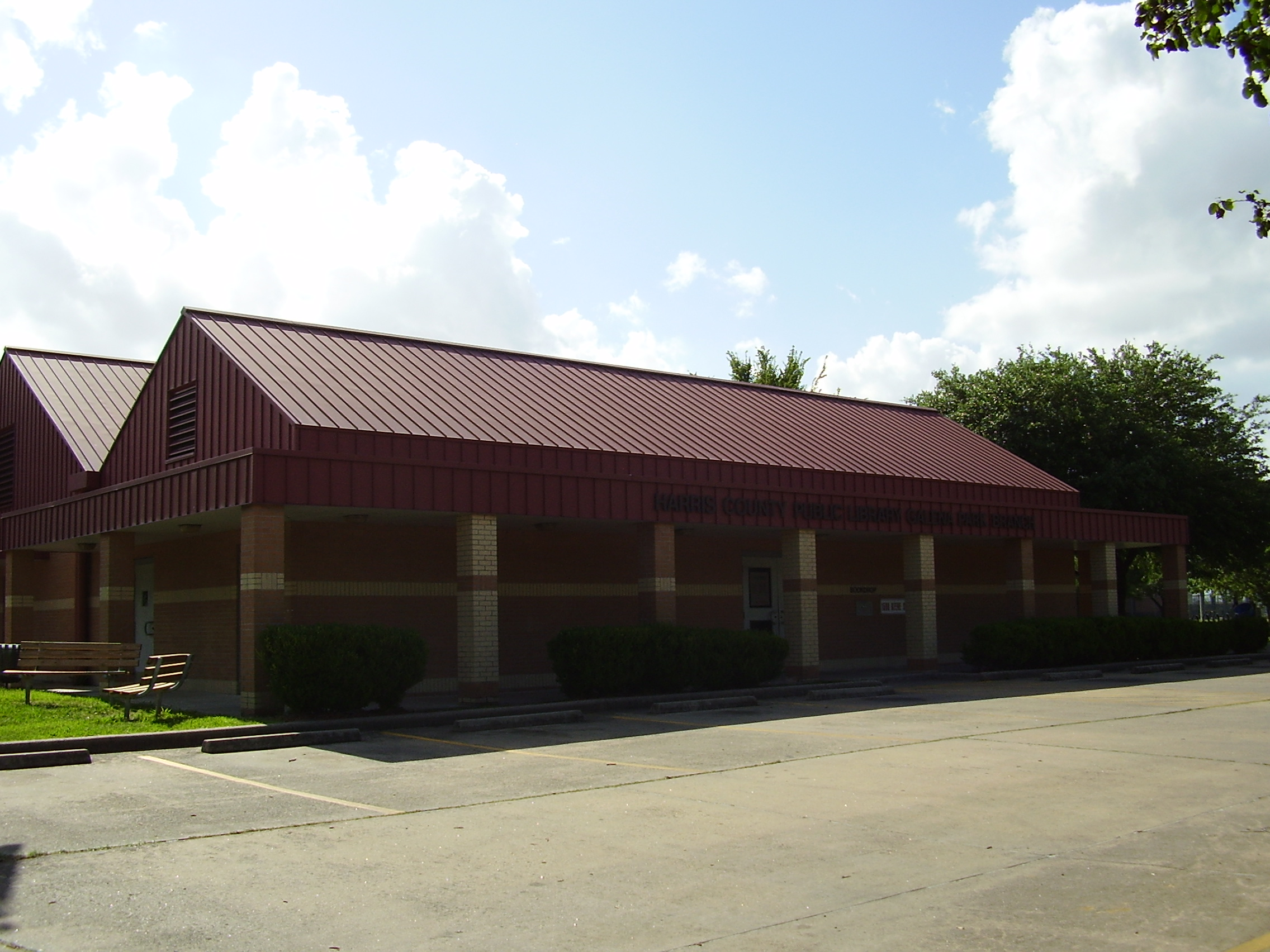
Biblioteca Sucursal Galena Park
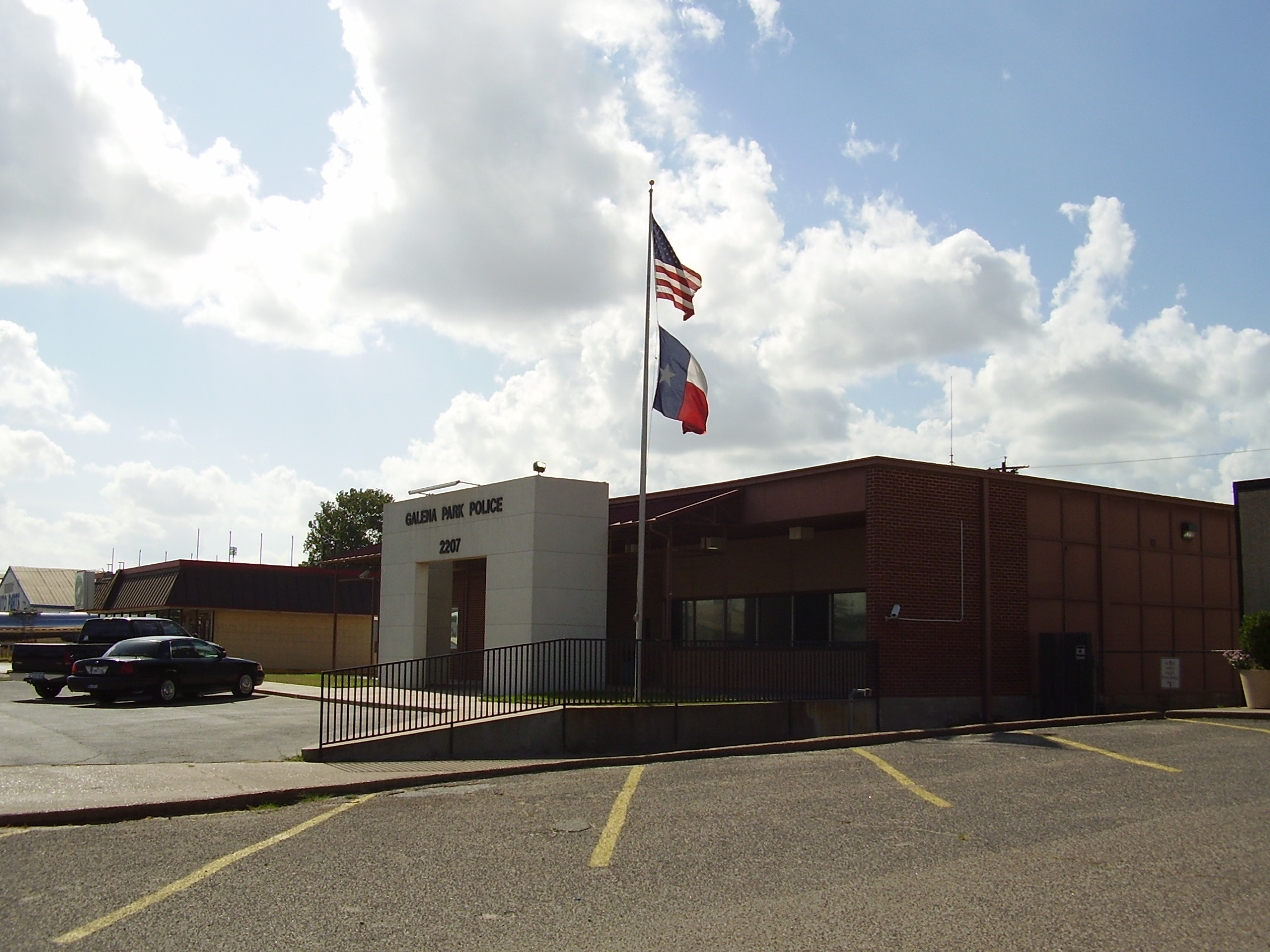
Estación de policía
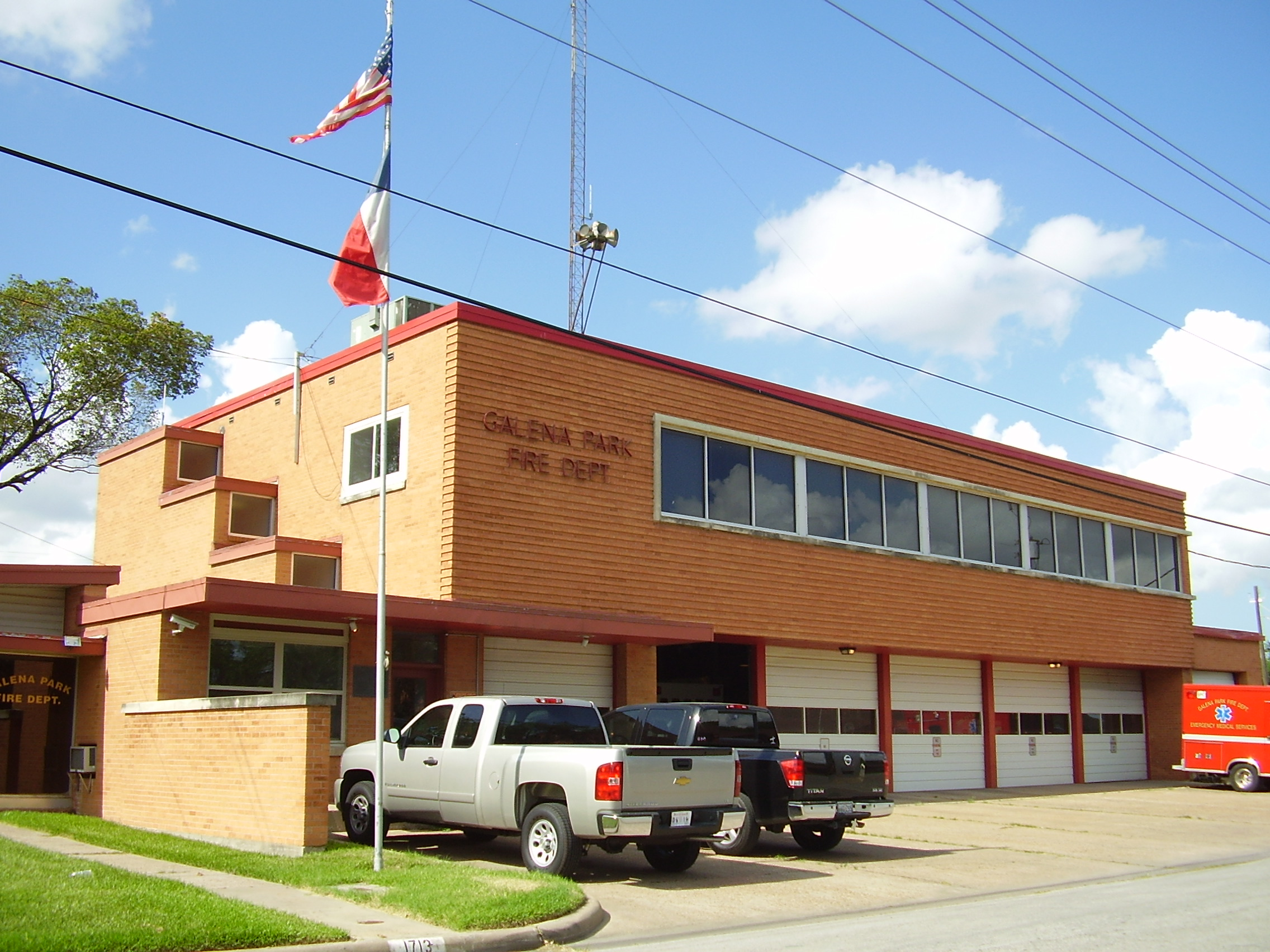
Estación de bomberos